# إميل فراي (سياسي)
إميل فراي (الألمانية السويسرية الموحدة: Emil Frey، و. 1838 – 1922 م) هو سياسي، ودبلوماسي، وصحفي سويسري، توفي عن عمر يناهز 84 عاماً.

## مناصب
تولى منصب عضو المجلس الفيدرالي السويسري (1 يناير 1891–31 مارس 1897)
- رئيس المجلس الوطني السويسري  [لغات أخرى]‏
- عضو المجلس الوطني السويسري
- سفير.